# Весёлые Рощи
Весёлые Ро́щи — деревня в Таврическом районе Омской области. Входит в состав Любомировского сельского поселения.

## История
Основана в 1908 году. В 1928 году состояла из 123 хозяйств, основное население — украинцы. В административном отношении являлась центром Весёло-Рощинского сельсовета Тавричесского района Омского округа Сибирского края.

## Население
| 1926 | 2010 |
| ---- | ---- |
| 636  | ↘490 |

## Улицы
- ул. Магистральная,
- ул. Мира,
- ул. Мокрая,
- ул. Новая,
- ул. Центральная.